# Хомутников Василь Олексійович
Василь Олексійович Хомутников (5 грудня 1891, хутір Ельмута станиці Денисовської Сальського округу Області Війська Донського, тепер Ростовської області, Російська Федерація — 2 лютого 1945, місто Москва) — радянський діяч, голова Центрального виконавчого комітету Калмицької АРСР. Депутат Верховної Ради СРСР 1-го скликання (1937—1944).

## Біографія
Народився в бідній родині наймита. Походив з донських козаків — калмиків. Батьки померли в 1903—1904 роках, Василь Хомутников залишився сиротою. Наймитував у заможних селян станиці Денисовської Сальського округу.
У 1913 році призваний на службу в російську імператорську армію. Брав участь у боях Першої світової війни, старший унтер-офіцер.
Після Лютневої революції 1917 року обраний членом сотенного комітету 3-ї сотні, членом полкового комітету 2-го Донського козачого полку. За революційну агітацію був висланий з полку до кінного запасу в місті Лузі біля Петрограда.
Член РСДРП(б) з жовтня 1917 року.
У жовтні 1917 року вступив до Червоної гвардії, брав участь у жовтневому перевороті і штурмі Зимового палацу.
З 1918 по 1930 рік служив у Червоній армії. Очолював взвод революційного загону захисту прав трудового козацтва у Петрограді, був помічником начальника агітаційного загону «Словом і ділом» в містах Новочеркаську і Ростові-на-Дону. З травня 1918 року був помічником командира 1-го Донського кавалерійського козачого полку РСЧА із стройової частини, потім командував Калмицьким кінним загоном, служив помічником командира Царицинського кавалерійського полку РСЧА із стройової частини, працював у політичному відділі 10-ї армії РСЧА. З червня 1919 року командував Калмицьким кавалерійським полком. Брав участь в обороні Царицина, військових діях на Доні і Північному Кавказі, боях на Далекому Сході з формуваннями Унгерна і Семенова, захопленні радянськими військами Монголії. Наказом Революційної військової ради Республіки в 1921 році нагороджений орденом Червоного Прапора РРФСР.
З вересня 1921 по вересень 1922 року керував першою радянською секретною експедицією в Лхасу (Тибет). Під вигаданим іменем Санжі Іштерович Кікеєв вів переговори з Далай-ламою XIII і міністрами тибетського уряду. Збирав розвідувальну інформацію про становище в Тибеті.
З вересня 1922 по травень 1923 року — командир дивізіону при школі Червоної армії. З травня 1923 по вересень 1924 року — командир 1-го Монгольського полку, радянський військовий радник і розвідник в Монголії. У 1922—1924 роках неодноразово бував із завданнями розвідки в Китаї, Тибеті, Індії.
У 1924—1926 роках — слухач Ленінградських кавалерійських курсів удосконалення командного складу.
Потім перебував на керівних посадах у Червоній армії: командував кавалерійським полком Українського військового округу.
У 1930—1933 роках — військовий комісар Калмицької автономної області.
У 1933 — 2 листопада 1935 року — голова виконавчого комітету Калмицької обласної ради.
2 листопада 1935 — липень 1938 року — голова Центрального виконавчого комітету Калмицької АРСР.
У липні 1938 — 1941 року — голова Верховної ради Калмицької АРСР. Арештовувався органами НКВС, але незабаром був звільнений з ув'язнення.
На початку німецько-радянської війни призваний до Червоної армії і призначений у грудні 1941 року заступником командира 110-ї Калмицької кавалерійської дивізії. З травня 1942 року брав участь у боях на Дону. З серпня 1942 по лютий 1943 року командував 110-ю Калмицькою кавалерійською дивізією 4-го кавалерійського корпусу, брав участь у битві за Кавказ. З лютого 1943 року служив заступником командира 180-ї стрілецької дивізії 2-го Українського фронту.
Помер 2 лютого 1945 року від ран, отриманих у боях за Будапешт (Угорщина). Похований в колумбарії Новодівочого цвинтаря міста Москви.

## Звання
- полковник

## Нагороди
- орден Вітчизняної війни І ст. (30.04.1945, посмертно)
- два ордени Червоного Прапора (1921,)
- орден Червоної Зірки (1944)
- медаль «XX років Робітничо-Селянській Червоній Армії» (22.02.1938)
- медалі